# Хшанувский повет
Хшанувский повет (пол. Powiat chrzanowski) — повет (район) в Польше, входит как административная единица в Малопольское воеводство. Центр повета — город Хшанув. Занимает площадь 371,49 км². Население — 130 466 человек (на 2005 год).
Состав повята:
- города: Альверня, Хшанув, Либёнж, Тшебиня
- городско-сельские гмины: Гмина Альверня, Гмина Хшанув, Гмина Либёнж, Гмина Тшебиня
- сельские гмины: Гмина Бабице

## Демография
Население повета дано на 2005 год.
| Перепись            | Всего   | Всего | Женщины | Женщины | Мужчины | Мужчины |
| ------------------- | ------- | ----- | ------- | ------- | ------- | ------- |
|                     | чел.    | %     | чел.    | %       | чел.    | %       |
| Всего               | 130 466 | 100   | 66 091  | 51,4    | 62 375  | 48,6    |
| Городское население | 79 995  | 100   | 41 255  | 51,6    | 38 740  | 48,4    |
| Сельское население  | 48 471  | 100   | 24 836  | 51,2    | 23 635  | 48,8    |